# عائلة موراشو
عرف منزل عائلة موراشو من خلال مجموعة من المكتشفات الأثرية التي تعود إلى أواخر القرن التاسع عشر، حيث كانت تعيش في نيبور أثناء القرن الخامس قبل الميلاد، وكانت من العائلات الرائدة في المجال الإقتصادي.

## اسم العائلة
يحمل الإسمان موراسو (Murašû) وموراشو (Murashu) المعنى ذاته، حيث يعنيان القط البري، ويعود أصل هذان اللفظان إلى كلمة (mršw) كما هو موجود في اللغة المسمارية. تم تسمية العائلة بهذا الاسم نسبة إلى كبيرها.

## الشواهد الأثرية
حصل المؤرخون على نسبة كبيرة من الشواهد الأثرية الخاصة بالعائلة من البيت الموجود في نيبور، حيث ُعثر على هذه الشواهد داخل ماتبقى من إحدى الغرف في البيت والتي كانت مساحتها تقدر بمئتي قدم. تم اكتشاف هذه الشواهد للمرة الأولى في عام 1893 على يدمجموعة من الباحثين العاملين جامعة بنسلفانيا خلال رحلة استكشافية قاموا بها بقيادة جي. اتش. هاينس.
أصبحت تلك الدلائل تعرف بأرشيف موراشو وهي تضم مجموعة من ألواح الطين يُقدر عددها الإجمالي ب 879 لوح (حيث قُدر عددها ب879 في عام 2005 حسب ما ذكر بروفان، لونج، ولونجمان؛ و835 في عام 2001 حسب ما ذكر جرين فيلد، باول، ستون، وبينيك؛ و800 فيعام 1999 حسب ما ذكر ميروب؛ و650 في عام 1995 حسب سكرام) مكتوبة في اللغتين الآرامية والأكدية. كما يحوي الأرشيف 657 نوعامختلفا من الاختام. (بريغيستان)

### ألواح موراشو
تقدم ألواح موراشو لمحة عن حياة اليهود في القرن الخامس، وهم اليهود الذين يرجع أصلهم إلى اليهود الذين عايشوا النفي أو الأسرالبابلي. في عام 539 ق.م. وقعت بابل في قبضة الملك
الفارسي كورش الكبير. تبع ذلك سماحه لليهود ومساعدته لهم في العودة لمملكة يهودا وذلك طبقا لمرسوم كورش في العام 538 ق.م. حيثيعود تاريخ ألواح موراشو لهذه الحقبة، أي بعد السماح لليهود بالرجوع لمملكة يهودا. كانت حياة اليهود في نيبور مقبولة بعض الشيء وخيردليل على ذلك المشاريع التي كان يقيمها مصرف «موراشو وأبناؤه» مع اليهود الذين كانوا يقررون البقاء في نيبور التي كان يسيطر عليهاالفارسيون بدلا من العودة إلى يهودا.
تتحدث الألواح مثلا عن اليهودي أدارنا وهو نجل رحيم إيلي، حيث تذكر أن بعض ممتلكاته قد ُسرقت على يد أخيه وابن أخيه، الأمر الذي قادأدارنا بتقديم شكوى لــ بيل نادين شيمعو وهو أحد أبناء «موراشو وأبنائه» ليرى ما إذا كان بإمكانه استعادة أملاكه المسروقة. وفعلا نجحأدارنا بذلك وتمكن من استعادتها، ولكن لم يوجه أي تهمة لأخيه أوابن أخيه. كذلك تم الاتفاق على ألا يقوم أي أحد من نسل أدارنا بتوجيهالتهم لأخ أدارنا أو ابن أخيه أو حتى أبنائهم، وكان الغرض من ذلك على ما يبدو عدم إيقاع خصومة دموية بين الطرفين قد تطول لأجيال عدة.

## العمل المصرفي
يعتبر أتش. في. هيلبريكت مجموعة «فيرم» (وتعني الشركة) على أنهم مصرفيون وسماسرة كانوا يعملون في إعارة المال وفي التجارة فيجنوب ووسط بابل لفترة 50 عام منذ انتهاء القرن الخامس ((دانداميف، لوكينين، كوهل)
عرضت وثائق نيبور ثلاث أجيال من العائلة. يضم الأرشيف (الوثائق القانونية) مواضيعا تتعلق بالطبقة الأقل ثراء والتي كانت تعيش فيالمناطق الحدودية للمدينة، بالرغم من اهتمامات كل من العائلة المالكة (تأجير الحقول – دانداميف، لوكونين، كوهيل) ومن هم مرتبطون بها، ممن كانوا يعملون في القطاع الحكومي في مناطقهم. يرجع تاريخ التحف التي ُعثر عليها إلى عهد الملكين ارتحششتا الأول ودارا الثاني. (أو إلى الفترة ما بين عام 465 أو 464 أو 455 إلى 404 أو 403 قبل الميلاد).
كان جوهر نشاط العائلة يتركز في الإقطاع وإدارة أراضي التركة، حيث كان أبناء العائلة ينشطون بشكل رئيسي في استدانة عمالالمشاريع الزراعية، فكانوا يعيرونهم ويأمنون لهم المعدات والبذور والأدوات ووسائل الري والحيوانات اللازمة لهذا الغرض، وكان من بين أولئكالعمال يهودا يرتبطون بسفر حزقيال. يقدم الأرشيف معلومات عن التعامل والاتفاق وما شابه مع
100 عائلة يهودية. وظفت العائلة أكثر من 60 وكيلا، حيث قام المصرف بتأجير قطعا من الأرض يملكها موظفون حكوميون (23 موظف فيالمحكمة العليا) ومحاربون (أراضي
للأسلحة، أراضي للخيل، وأراضي للعربات الحربية) وكانوا يحولون دفعات الإيجار والضرائب الناتجة للعائلة الملكية. كانت الحكومة تستغلالعائلة في مهمات جمع ضرائب الأراضي وهو ما يعرف ب (هاراكا) في الفارسية القديمة (وهو ما يعني أن العائلة كانت "تتوكل" بجمعالضرائب). أجرت العائلة تعاملات مع 2500 فرد منفصل، كما هو مثبت في إحدى وثائق الأرشيف كما صرح سنيدويند أن هذا يشملبالمجمل "سجلا يضم حوالي 2500 اسم...)
لم يكن للعائلة دور في تجارة العملة (التجارة الخارجية) بالرغم من سفر بعض أبنائها إلى السوسة (في عيلام وكانت تبعد عن نيبور مسافة 200 كيلو متر) حيث بقوا هناك لأشهر وكانوا طوال تلك الفترة منخرطين في المشاريع المالية.
لم يكن للعائلة دور في تجارة العملة (التجارة الخارجية) بالرغم من سفر بعض أبنائها إلى السوسة (في عيلام وكانت تبعد عن نيبور مسافة 200 كيلو متر) حيث بقوا هناك لأشهر وكانوا طوال تلك الفترة منخرطين في المشاريع المالية. لم يكن للعائلة دور في تجارة العملة (التجارة الخارجية) بالرغم من سفر بعض أبنائها إلى السوسة (في عيلام وكانت تبعد عن نيبور مسافة 200 كيلو متر) حيث بقوا هناك لأشهر وكانوا طوال تلك الفترة منخرطين في المشاريع المالية.لم يكن للعائلة دور في تجارة العملة (التجارة الخارجية) بالرغم من سفر بعض أبنائها إلى السوسة (في عيلام وكانت تبعد عن نيبور مسافة 200 كيلو متر) حيث بقوا هناك لأشهر وكانوا طوال تلك الفترة منخرطين في المشاريع المالية.